# Forge de Ruaux
La forge de Ruaux ou Forgette est un ancien site industriel situé à Plombières-les-Bains dans le département français des Vosges dans la région historique de Lorraine.
La halle à charbon est inscrite au titre des monuments historiques par arrêté du 16 juillet 1991. L'ensemble industriel présente un intérêt patrimonial car représentatif de l'ancienne métallurgie dans les Vosges.

## Historique
La forge de Ruaux ou Forgette est mentionnée pour la première fois en 1628. C'est la plus ancienne de la vallée de la Semouse après la forge du Blanc Murger, fondée en 1547 située environ 5 kilomètres en amont et à laquelle elle était liée, toujours en activité en tant que tréfilerie.
Elle est acquise en 1754 par Denis Viney.
L'ordonnance du 12 novembre 1841 autorisa Arthur de Buyer à construire dans son usine de fer de la Forgette à Ruaux, deux feux d'affinerie surmontés de fours à réverbère dans lesquels on utilisera les chaleurs perdues. La consistance de l'usine est alors fixée à trois feux d'affinerie pour la fabrication du fer et une tréfilerie avec ses accessoires, tels que cylindres, étireurs.
La forge, spécialisée dans la fabrication de roues de chariot, a cessé son activité en 1880.
La vallée de la Semouse a été le siège pendant de nombreux siècles (du XVIe siècle au milieu du XXe siècle) de nombreuses forges. En effet, ce sont plus d'une dizaine qui se sont installées le long de son parcours. D'où son surnom de « Vallée des Forges ».

## Architecture
Logement de contremaître du XVIIIe siècle ; ateliers de fabrication, entrepôt industriel, logement d'ouvriers, écurie et grange reconstruits fin 2e quart XIXe siècle pour le nouveau propriétaire Arthur de Buyer, maître de forges à la Branleure à Aillevillers en Haute-Saône ; nouvel entrepôt industriel (la halle de charbon) de 550 m2 au sol, remarquable par son architecture, construit vers 1850.
Les bâtiments à l'abandon ne sont pas entretenus et désormais ruinés en milieu boisé.
La toiture monumentale en laves de grès de la halle de stockage est aujourd'hui complètement écroulée.

## Localisation
Le site se trouve sur une propriété privée, en bord de rivière à environ 360 mètres d'altitude en rive gauche de la Semouse, sur la commune de Plombières-les-Bains depuis le rattachement de Ruaux en 1973.
Deux pont relient le site à la RD20 en rive droite sur la commune du Clerjus où se trouve l'habitation du lieu-dit La Forgette (anciennement Petite Forgette).
La forge d'Allongis (Allangis ou Allangie) est située à environ 300 mètres en aval de la forge de Ruaux en rive droite de la Semouse, établie en 1719 et dont seuls des vestiges sont encore visibles dans la forêt en contrebas de la RD20.